# Alma Mater Europaea
Alma Mater Europaea (Uradno ime: Alma Mater Europaea Evropske akademije znanosti in umetnosti) je mednarodna univerza s sedežem v Salzburgu (Avstrija) in študijskimi centri v več mestih po Evropi. Ustanovila jo je Evropska akademija znanosti in umetnosti, društvo, ki združuje približno 1500  znanstvenikov in umetnikov, ter kar 29 Nobelovih nagrajencev.

## Zgodovina Alma Mater Europaea
Od zgodnjih let novega tisočletja je Evropska akademija znanosti in umetnosti razvijala univerzitetni projekt z imenom Alma Mater Europaea, včasih s podnaslovom European University for leadership.
Leta 2010 je bila Alma Mater Europaea tudi uradno ustanovljena. Njeno uradno ime je "Alma Mater Europaea Evropske akademije znanosti in umetnosti". Predsednik univerze je prof. dr. Felix Unger, rektor univerze je nemški politolog prof. dr. Werner Weidenfeld, prorektor pa je slovenski pravnik in diplomat prof. dr. Ludvik Toplak. 
Osmega februarja leta 2011 se je v Munchnu (Nemčija) na Centru za aplikativne raziskave zbralo vodstvo univerze, da bi določili nadaljnje razvijalne aktivnosti univerze. Pod pokroviteljstvom dvanajstih različnih predsednikov držav članic Evropske Unije, so določili, da bo univerza poučevala v več mestih znotraj Evropske Unije. Poučevalo se bo v več jezikih, v glavnem pa v Angleškem, Nemškem in Španskem jeziku. V duhu Alma Mater, kot mednarodne univerze, se bodo študentje, učitelji in vodilni evropski misleci ob koncu študija sestali na mednarodnem simpoziju. Odločeno je bilo tudi, da bo Alma Mater Europaea vključena v mednarodno mrežo povezav med univerzami preko pogodb o sodelovanju.
Vodstvo Alma Mater je tudi podalo izjavo, da bo univerza Alma Mater Europaea temeljila na treh tako imenovanih "načelih W": Wissenschaft, Wirtschaft, Wirken. V slovenščini to pomeni: Znanost, Gospodarstvo, Učinek. 
Na sestanku je bilo določeno, da bo Alma Mater Europaea v začetni fazi začela tri 2-letne programe: (1). European leadership program, ki šola bodoče evropske mislece: študije se osredotočajo na Evropsko vodenje, kulturo, politične vede, pravo in človeške pravice. (2) Evropske poslovne študije, ki šola bodoče evropske poslovne vodje, ta magistrski evropski študijski program se osredotoča na politično vodstvo in strategije, evropsko identiteto in kulturo, transformacijo in razvoj Evrope, socialne reforme, trajnostni razvoj in globalizacijo. (3) Teološke študije, katere bi se študiralo na novo ustanovljenem evropskem centru za dialog in teološke študije. Ustvarilo bi se mrežo dialoga med katoliki, pravoslavci ter muslimani, ki bi se osredotočala na vprašanje: "Kaj drugi razmišljajo drugače?"
Leta 2011 je v Sloveniji univerza odprla prvi kampus,  Alma Mater Europaea - Evropski center Maribor (ECM). Leta 2011 je bilo prijavljenih približno 500 študentov. Julija 2011 je Alma Mater Europaea sosponzorirala tudi poletno šolo v St. Gallen-u v Švici. V študijskem letu 2012-13, je v Mariboru študiralo že približno 800 študentov. Leta 2013, je bil v Salzburgu ustanovljen Alma Mater Europaea študijski kampus, prav tako je v še nekaterih mestih v Evropi v letu 2013 načrtovana ustanovitev Alma Mater Europaea študijskih kampusov. Pričakovano je, da bo v študijskem letu 2013/14 približno 1000 študentov obiskovalo različne študijske programe na Alma Mater Europaea v Avstriji, Sloveniji in drugih državah.

## Lokacije in oddelki
Trenutno ima univerza prostore v Salzburgu, Mariboru, Ljubljani, Murski Soboti in Kopru. Medtem ko so pisarne in administracija večinoma v Salzburgu in Mariboru, poučevanje poteka večinoma v Ljubljani in Murski Soboti. Poučevanje v Salzburgu se bo predvidoma začelo z letom 2014.

## Poglej tudi
Academia Europaea
Evropska akademija znanosti in umetnosti